# 聖安東尼奧 (聖米格爾省)
聖安東尼奧（西班牙語：San Antonio），是薩爾瓦多的城鎮，位於該國東部，由聖米格爾省負責管轄，面積16.91平方公里，海拔高度617米，2007年人口5,304，人口密度每平方公里313.66人。
13°50′N 88°16′W / 13.833°N 88.267°W